# 南吹田駅
南吹田駅（みなみすいたえき）は、大阪府吹田市南吹田二丁目にある、西日本旅客鉄道（JR西日本）おおさか東線の駅である。駅番号はJR-F03。

## 概要
当駅は大阪市外に所在するものの、運賃計算の特例として特定都区市内における「大阪市内」の駅となった。当駅前後の軌道は城東貨物線の転用でなく、新大阪駅へ接続するため新設した。事務管コードは▲612101を使用している。

## 歴史
- 2018年（平成30年）7月24日：駅名を決定。仮称は「西吹田駅」であったが、駅の所在地名が南吹田であることと、吹田市の最南端部に位置することから、「南吹田駅」に決定した[2]。
- 2019年（平成31年）3月16日：おおさか東線全線開通に伴い開業[1][4]。

## 駅構造

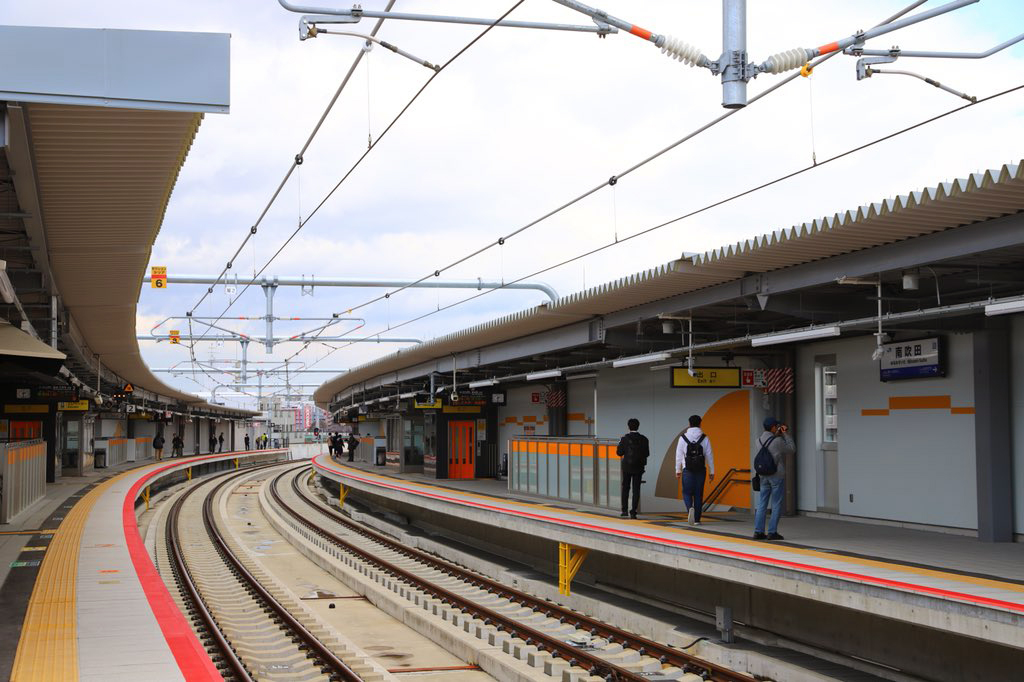
大阪方面ホーム(右側)

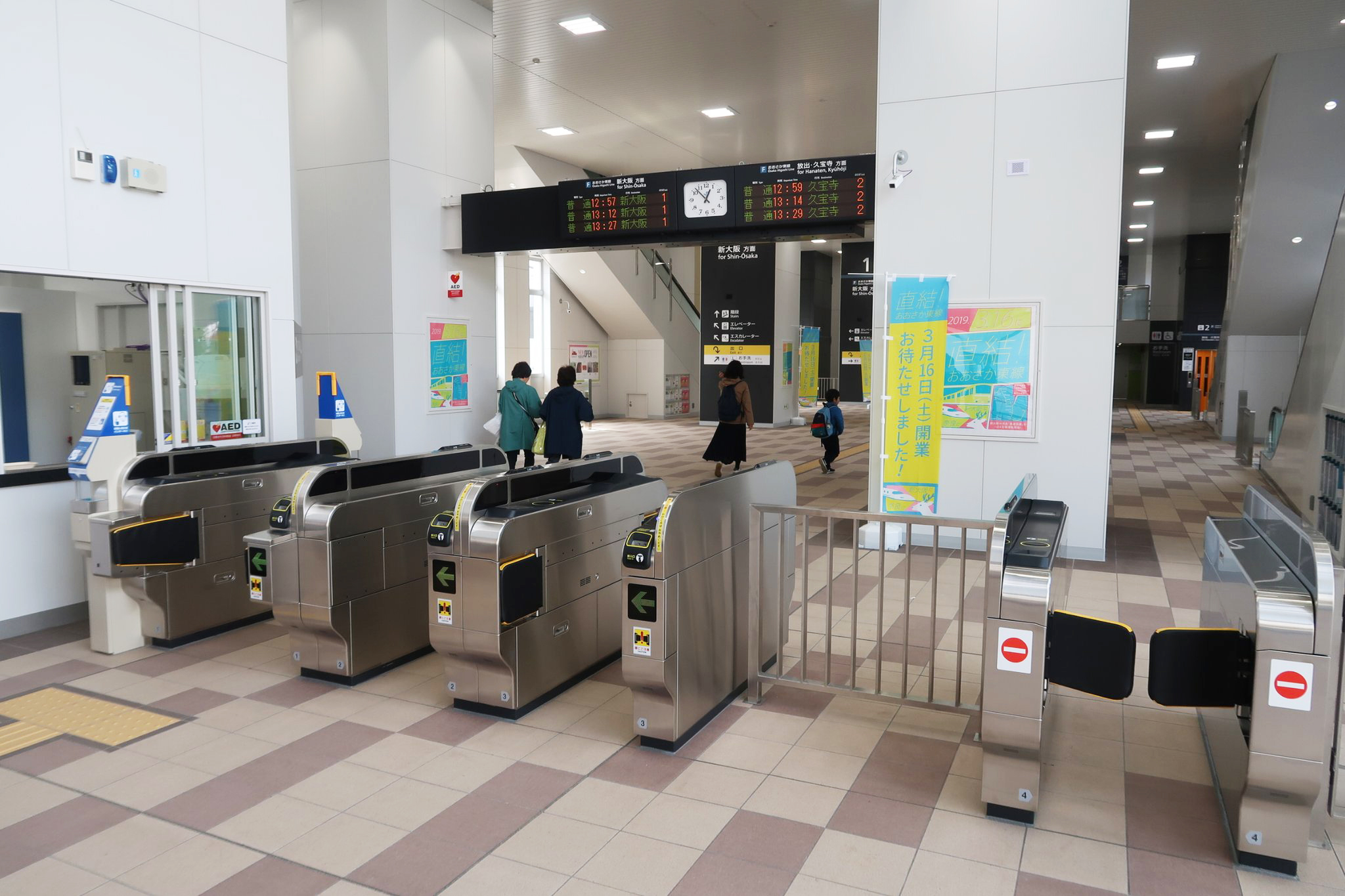
改札

相対式ホーム2面2線の高架駅で、8両編成対応。上屋は6両分。各ホームにエレベーターが1基、エスカレーターは各ホーム2基ずつ（上下）の計4基が設置されている。
新大阪駅が管理するJR西日本交通サービスによる業務委託駅であり、一部時間帯は無人となる。そのため改札機・券売機・精算機付近にはインターホンがあり、無人時間帯はコールセンターのオペレーターが対応し各種機器を遠隔制御している。
駅のデザインコンセプトは「神崎川と水路の風景」としている。
みどりの窓口は設置されず、みどりの券売機が設置されている。

### のりば
| のりば | 路線         | 行先             |
| ------ | ------------ | ---------------- |
| 1      | おおさか東線 | 新大阪・大阪方面 |
| 2      | おおさか東線 | 放出・久宝寺方面 |

## 利用状況
2023年（令和5年）度の1日平均乗車人員は3,445人。
開業後の1日平均乗車人員は以下の通りである。
| 年度               | 1日平均 乗車人員 | 増減率 | 定期利用状況 | 定期利用状況 | 出典         |
| 年度               | 1日平均 乗車人員 | 増減率 | 1日平均      | 定期率       | 出典         |
| ------------------ | ---------------- | ------ | ------------ | ------------ | ------------ |
| 2019年（令和元年） | 2,371            |        | 1,551        | 65.4%        | [ 大阪府 1 ] |
| 2020年（令和02年） | 2,351            | -0.8%  | 1,703        | 72.4%        | [ 大阪府 2 ] |
| 2021年（令和03年） | 2,671            | 13.6%  | 1,920        | 71.9%        | [ 大阪府 3 ] |
| 2022年（令和04年） | 3,048            | 14.1%  | 2,119        | 69.5%        | [ 大阪府 4 ] |
| 2023年（令和05年） | 3,445            | 13.0%  | 2,326        | 67.5%        | [ 大阪府 5 ] |

### 年間乗降人員
下表内の数値の単位は全て「千人」である。近年の1年間の乗降人員は以下の通り。
| 年度               | 乗降人員 | うち定期 | 出典         |
| ------------------ | -------- | -------- | ------------ |
| 2019年（令和元年） | 1,736    | 1,135    | [ 吹田市 1 ] |
| 2020年（令和02年） | 1,716    | 1,243    | [ 吹田市 2 ] |
| 2021年（令和03年） | 1,950    | 1,402    | [ 吹田市 3 ] |
| 2022年（令和04年） | 2,225    | 1,547    | [ 吹田市 4 ] |
| 2023年（令和05年） | 2,522    | 1,703    | [ 吹田市 5 ] |

## 駅周辺
- 神崎川

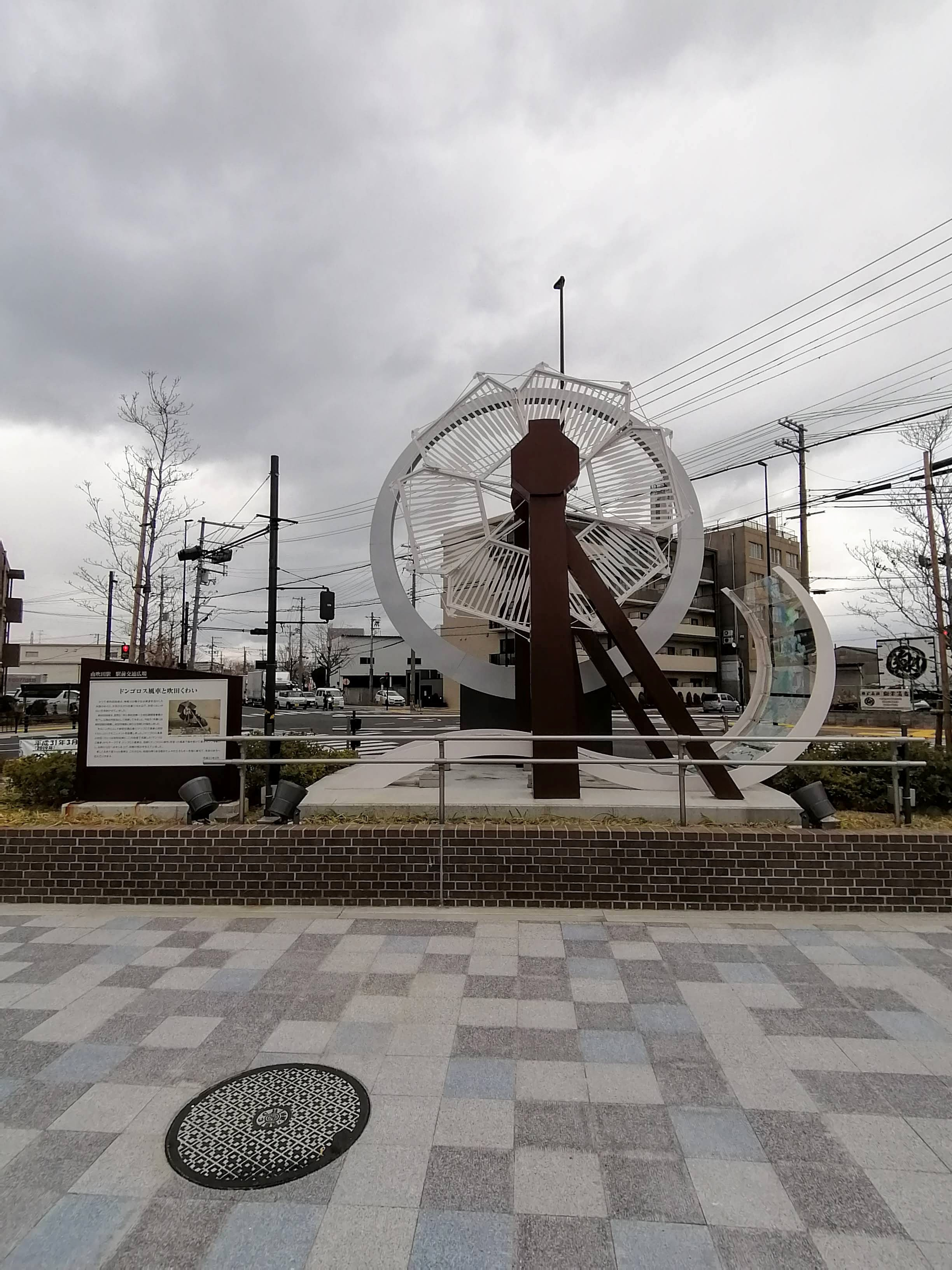
ドンゴロス風車と吹田くわい

- 西日本旅客鉄道（JR西日本）東海道本線（JR京都線） 東淀川駅
- 大阪市高速電気軌道（Osaka Metro）御堂筋線・北大阪急行電鉄（北急）南北線 江坂駅
- 上新田公園
- 吹田市立吹田第六小学校
- 吹田市立吹田南小学校
- 吹田市立第六中学校
- 大阪府警察吹田警察署
- 吹田市水道部（泉浄水所）
- 吹田市川面下水処理場
- プロテリアル 本社、吹田工場
- オリエンタル酵母工業 大阪工場、大阪営業部、西日本バイオ営業部
- ダスキン 大阪中央工場
- 西日本電気システム 本店
- 吹田自動車教習所（閉校）
- 吹田ゴルフセンター（閉鎖）
- 神崎川信号場
- 大阪府道・京都府道14号大阪高槻京都線
  - 新大吹橋

JR西日本東海道本線（JR京都線）の吹田駅（吹田市朝日町）とは約2 km離れている。鉄路で直通はできず、新大阪駅経由となるが、両駅間を結ぶ路線バスが阪急バスにより運行されている（下記を参照）。
阪急電鉄（阪急）千里線の吹田駅（吹田市西の庄町）とは道路に沿って1.7 kmほど離れていて、JR西日本の吹田駅よりは同駅の方が若干近い（路線の乗り換えはJR淡路駅経由となる）。

## バス路線
駅前ロータリーにはバスのりばが整備され、JR吹田駅から水道部前を経由して江坂方面に向かうバス路線が、2019年4月27日に経路を変更して乗り入れを開始した。停留所名称は「JR南吹田駅」で、阪急バスにより運行される以下の路線が発着する。
- 24系統：JR吹田駅（南口）/上津島・阪急園田駅

## 隣の駅
西日本旅客鉄道（JR西日本）
 おおさか東線
■直通快速
通過
■普通
新大阪駅 (JR-F02) - 南吹田駅 (JR-F03) - （神崎川信号場） - JR淡路駅 (JR-F04)

### 記事本文

### 利用状況
1. ↑  大阪府統計年鑑 - 大阪府
2. ↑  吹田市統計書

#### 大阪府統計年鑑
1. ↑  大阪府統計年鑑（令和2年） (PDF)
2. ↑  大阪府統計年鑑（令和3年） (PDF)
3. ↑  大阪府統計年鑑（令和4年） (PDF)
4. ↑  大阪府統計年鑑（令和5年） (PDF)
5. ↑  大阪府統計年鑑（令和6年） (PDF)

#### 吹田市統計書
1. ↑  令和2年版吹田市統計書 (PDF)
2. ↑  令和3年版吹田市統計書 (PDF)
3. ↑  令和4年版吹田市統計書 (PDF)
4. ↑  令和5年版吹田市統計書 (PDF)
5. ↑  令和6年版吹田市統計書 (PDF)